# Karlstadt (Bawaria)
Karlstadt – miasto powiatowe w Niemczech, w kraju związkowym Bawaria, w rejencji Dolna Frankonia, siedziba regionu Würzburg oraz powiatu Main-Spessart. Leży ok. 22 km na północny zachód od Würzburga, nad Menem, przy autostradzie A7, drodze B26, B27 i linii kolejowej Fulda/Frankfurt nad Menem – Würzburg.

## Dzielnice
W skład miasta wchodzą następujące dzielnice: 
- Gambach
- Heßlar
- Karlburg
- Karlstadt
- Laudenbach
- Mühlbach
- Rohrbach
- Stadelhofen
- Stetten
- Wiesenfeld (z osiedlami: Erlenbach i Rettersbach)

## Polityka
Burmistrzem jest Karl-Heinz Keller.
Rada miasta:
|      | CSU | SPD | Zieloni | Wolni Wyborcy | Razem     |
| 2002 | 10  | 7   | 2       | 5             | 24 miejsc |

## Osoby urodzone w Karlstadzie
- Michael Beuther, (ur. 1522, zm. 1587) – historyk, pisarz
- Andreas Bodenstein (ur. 1482, zm. 1541) – teolog, reformator
- Roland Büchner (ur. 1954) – dyrygent, muzyk
- Johann Draconites, (ur. 1494, zm. 1566) – teolog, filozof, reformator
- Johann Rudolf Glauber (ur. 1604, zm. 1670) – aptekarz, chemik
- Johannes Schöner (ur. 1477, zm. 1547) – matematyk, geograf, kartograf, astrolog
- Franz Sperr (ur. 1878, zm. 1945), polityk, działacz ruchu oporu

## Współpraca
Miejscowości partnerskie:
- Cuckfield, Wielka Brytania
- Mühlbach, Włochy
- Querfurt, Saksonia-Anhalt
- Saint-Brice-en-Coglès, Francja